# سفيان عبد الله
سفيان عبد الله داوود (مواليد 6 فبراير 1975) لاعب كرة قدم أردني سابق من أصل فلسطيني كان يجيد اللعب في مركز الهجوم مع منتخب الأردن الوطني والوحدات في الدوري الأردني.

## روابط خارجية
- سفيان عبد الله على موقع ناشيونال فوتبول تيمز (الإنجليزية)